# Pół dolara Walking Liberty
Pół dolara Walking Liberty (ang. Walking Liberty Half Dollar) – srebrna amerykańska moneta obiegowa o nominale pięćdziesięciu centów (inaczej half dollar) projektu Adolpha Weinmana wybijana przez U.S. Mint w latach 1916–1947.
Wizerunek z awersu został wykorzystany w 1986 roku do projektu awersu srebrnej monety bulionowej American Silver Eagle, która od tamtego czasu jest wybijana co rok. Z kolei w 2016 roku, w stulecie pierwszej emisji monety pięćdziesięciocentowej Walking Liberty, miała miejsce emisja wybitej w złocie półdolarowej monety kolekcjonerskiej z awersem i rewersem projektu Adolpha Weinmana.

## Tło historyczne
W latach 80. XIX wieku w Stanach Zjednoczonych pojawiła się opinia, iż każdy nominał powinien mieć nie tylko swój osobny projekt, ale także powinien reprezentować sobą kunszt artystyczny. W raporcie mennicy w 1887 roku ówczesny dyrektor U.S. Mint James Kimball powtórzył to stanowisko. Stwierdził ponadto, że w tym celu mennica powinna korzystać z usług uznanych artystów. 26 września 1890 roku Kongres uchwalił Act of September 26, 1890. Dokument ten dawał prawo dyrektorowi Mennicy Stanów Zjednoczonych, aby co 25 lat, za zgodą Sekretarza Skarbu, inicjować opracowanie nowych wizerunków środków płatniczych. Już w 1891 roku mennica zaprosiła do współpracy dziesięciu artystów, którzy mieli przedstawić własne projekty wizerunków monet o nominale 10 centów (inaczej dime), 25 centów (quarter) i 50 centów (half dollar). Komisja składająca się z rzeźbiarza Augustusa Saint-Gaudensa, głównego grawera Charlesa E. Barbera i grawera pieczęci Henry’ego Mitchella uznała, że żadna z przedłożonych prac nie była warta zainteresowania.
W 1915 roku ówczesny dyrektor mennicy Robert Woolley zinterpretował zapisy Act of September 26, 1890 w ten sposób, iż zmiana wizerunku monet była jego obowiązkiem, a nie prawem. Na początku dwudziestego stulecia prezydent Stanów Zjednoczonych Theodore Roosevelt zarządził zmianę wizerunków złotych monet, a 1916 był rokiem, kiedy Woolley mógł zmienić projekty monet o nominale 10 centów, 25 centów i 50 centów. Pod koniec 1915 roku Woolley uzyskał zgodę Sekretarza Skarbu Williama McAdoo, aby rozpocząć prace nad projektami nowych stempli dla monet o wspomnianych nominałach. Dyrektor mennicy chciał zerwać z tradycją, w myśl której srebrne monety o poszczególnych nominałach miały podobne wizerunki. Woolley uznał, że dziesięciocentówka, dwudziestopięciocentówka i półdolarówka wymagają oddzielnych, unikalnych projektów.
Woolley nie był zadowolony z prac dotychczasowego głównego grawera mennicy Barbera. Prace nad projektami chciał zlecić artystom spoza mennicy, na co zezwalał mu Act of September 26, 1890, który umożliwiał tymczasowe zatrudnienie artystów niezwiązanych z mennicą w celu wykonania zleconych prac. Sposób, w jaki wybrano projektantów nowych wizerunków, nie jest jasny. Prawdopodobnie odbyło się to poza konkursem, a rekomendacje artystów wysunęła Komisja Sztuk Pięknych, która nadzorowała wszystkie rządowe projekty związane ze sztuką. 9 grudnia 1915 roku Woolley otrzymał list z komisji, w którym wspomniano o wyborze trzech rzeźbiarzy, którzy mieliby przedstawić swoje propozycje. Za projekty półdolarówki i dziesięciocentówki ostatecznie odpowiadał Adolph Weinman.

## Projekt i emisja
Weinman na awersie zaprojektowanej przez siebie monecie umieścił kroczącą w lewą stronę, ku wschodzącemu zza gór słońcu, Miss Liberty. Kobieta ubrana jest w togę oraz częściowo owinięta w amerykańską flagę. W lewej ręce niesie gałęzie lauru i dębu, symbole cywilnej i wojskowej chwały. W 1916 roku, w czerwcowym wydaniu, „The Numismatics” pisało, że motyw kroczącej kobiety ku nowemu dniu symbolizuje Stany Zjednoczone jako światową potęgę i w następujących słowach wyrażało uznanie dla projektu awersu: „niezwykle pewna siebie, jak naród, który reprezentuje, opiekuńcza bogini Ameryki porusza się z miękką gracją, podczas gdy jej szaty w gwiazdy i paski zdają się łapać niewidzialny powiew” . Na rewersie Weinman przedstawił orła rozkładającego do lotu skrzydła. Ptak siedzi na górskiej skale, obok wyrastającej ze skały kosodrzewiny. Według „The Numisatics” forma przedstawienia orła symbolizuje gotowość wejścia w nowe stulecie i  jest „subtelnym połączeniem symbolizmu i patriotyzmu” . Według Bowersa orzeł, pod względem projektu, nie ustępuje temu z rewersu monety dwudziestodolarowej projektu Saint-Gaudensa (tzw. Saint-Gauden Double Eagle). Ambio stwierdza, że moneta przedstawiona przez Weinmana wpisuje się w „złotą erę projektów monet Stanów Zjednoczonych” i nie ustępuje pod względem symbolizmu monetom takim jak wspomniany Saint-Gauden Double Eagle, Indian Half Eagle czy dolar Pokoju.  
Weinman napotkał trudności w przygotowaniu modeli stempli. Rzeźbiarz liczył na współpracę z doświadczonym już Barberem, ale przez długi czas nie mógł go zastać w filadelfijskim oddziale mennicy. Ostatecznie doszło do spotkania obu, ale Barber, ze względu na zastąpienie monet jego projektu nowymi, niechętnie współpracował z Weinmanem. Pomocny w pracach nad modelami okazał się George T. Morgan, projektant wizerunku srebrnego dolara Morgana . Jeszcze w czerwcu 1916 roku Weinman pracował nad ostatecznym wizerunkiem monet . Ostateczną wersję wysłano z Filadelfii do oddziałów w Denver, San Francisco. We wszystkich trzech oddziałach wybito także pierwsze próbne monety. Bowers podaje, że wiele z tych prób nosi ślady obiegu, co może wskazywać, że zostały wyniesione z mennicy przez pracowników lub zostały wymieszane z monetami wybitymi na potrzeby emisji. Początek emisji monety został wyznaczony przez U.S. Mint na listopad 1916 roku.  
Raport dyrektora mennicy z 1916 roku potwierdza wizerunkowy sukces emisji i stwierdza, że „po raz pierwszy w historii naszego mennictwa każdy z trzech nominałów ma osobne wizerunki, a ich piękno i jakość, z numizmatycznego punktu widzenia, zostały wysoko ocenione przez wszystkich posiadających specjalistyczną wiedzę (...)” . Pomimo pochwał pojawiły się także głosy krytyki. Przykładem może być artykuł z gazety „Huntsville Mercury” z 22 stycznia 1917 roku, który określił Miss Liberty mianem „starej dziewczyny” z „okurzonymi nogami”, która niesie w rękach „drewno opałowe”, a orzeł z rewersu „nieprzytomnie maszeruje w kierunku Meksyku” .  

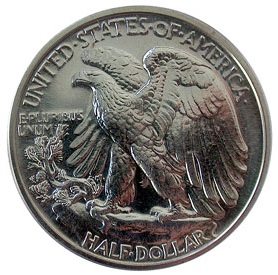
Przykład monety z 1941 roku wybitej stemplem lustrzanym bez inicjałów Weinmana

Przez pierwsze dwa lata emisji znaki mennicy umieszczone były na awersie pod dewizą „In God We Trust”. W połowie 1917 roku podjęto decyzję o przeniesieniu znaków na rewers. W latach 20. i 30. emisja monet nie była wysoka. W 1921 roku mennica skupiona była na wybijaniu dolarów Morgana, co wynikało z postanowień Pittman Act of 1918. Ustawa zobowiązała rząd Stanów Zjednoczonych do przetopienia 250 milionów srebrnych dolarów Morgana na rzecz Wielkiej Brytanii. Jednocześnie prawo nakazywało zastąpienie przetopionych dolarów nowymi, co nastąpiło właśnie w 1921 roku. W 1922 i latach 1924–1926 i 1930–1932 emisję wstrzymano. Wynikało to prawdopodobnie z faktu, iż w tym czasie był to nominał o dużej sile nabywczej, który pozwalał na zakup podstawowych produktów spożywczych. Wobec tego mennica nie musiała emitować dużych ilości, aby pokryć zapotrzebowanie na monetę.   
Pomimo że moneta była emitowana od 1916 roku, to monety stemplem lustrzanym były wybijane w latach 1936–1947. Według Foxa w latach 1916–1917 miała miejsce nieoficjalna emisja monet wybijanych takim stemplem. Monety wybite w 1940 i 1941 roku różnią się od pozostałych tym, iż nie posiadały inicjałów projektanta (AW) na rewersie. Spowodowane to było nadmiernym polerowaniem stempli . Łącznie wybito 74 400 sztuk monet kolekcjonerskich.  

## Późniejsze wykorzystanie wizerunku

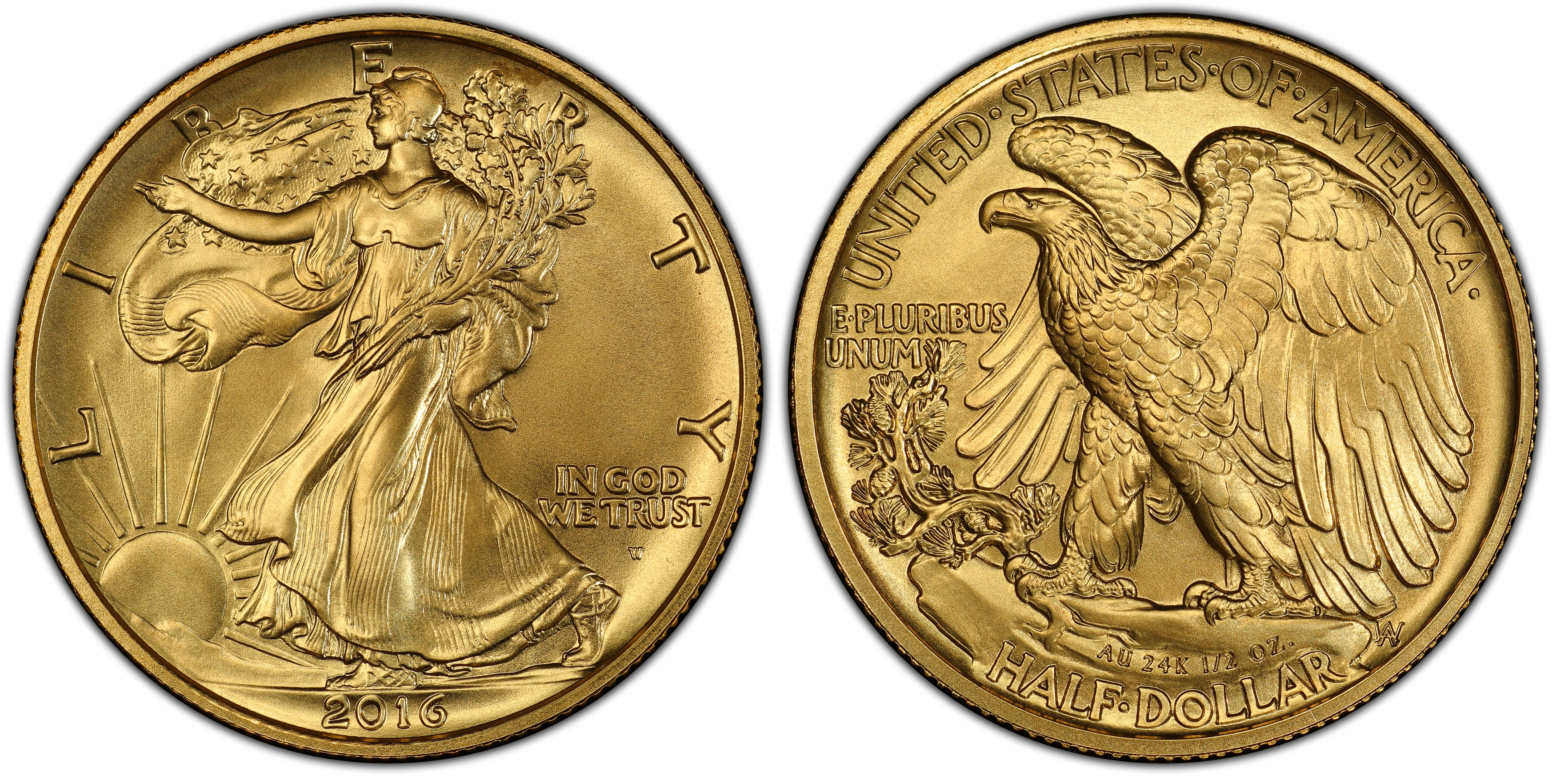
Złota półdolarówka Walking Liberty z 2016 roku

W 1986 roku mennica Stanów Zjednoczonych wykorzystała projekt awersu Weinamna do projektu bulionowej srebrnej monety American Silver Eagle o masie jednej uncji (srebro próby 999).  

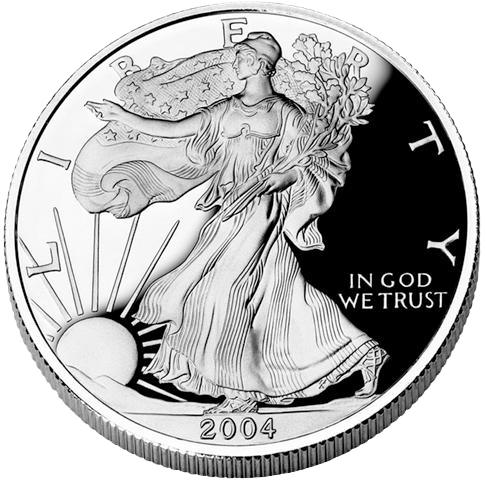
Awers American Silver Eagle.

W 2016 roku oddział U.S. Mint w West Point, z okazji 100. rocznicy pierwszej emisji monety, wybił 70 000 sztuk półdolarówki Walking Liberty wykonanych w 24-karatowym złocie o masie ½ uncji.

## Nakłady
Nakłady Walking Liberty Half Dollar:
| Mennica (znak) | Filadelfia (b.z.) | Denver (D) | San Francisco (S) |
| Rok            | Filadelfia (b.z.) | Denver (D) | San Francisco (S) |
| -------------- | ----------------- | ---------- | ----------------- |
| 1916           | 608 000           | 1 014 400  | 508 000           |
| 1917           | –                 | 765 400    | 952 000           |
| 1917           | 12 292 000        | 1 940 000  | 5 554 000         |
| 1918           | 6 634 000         | 3 853 040  | 10 282 000        |
| 1919           | 962 000           | 1 165 000  | 1 552 000         |
| 1920           | 6 372 000         | 1 551 000  | 4 624 000         |
| 1921           | 246 000           | 208 000    | 548 000           |
| 1922           | –                 | –          | –                 |
| 1923           | –                 | –          | 2 178 000         |
| 1924           | –                 | –          | –                 |
| 1925           | –                 | –          | –                 |
| 1926           | –                 | –          | –                 |
| 1927           | –                 | –          | 2 392 000         |
| 1928           | –                 | –          | 1 940 000         |
| 1929           | –                 | 1 001 200  | 1 902 000         |
| 1930           | –                 | –          | –                 |
| 1931           | –                 | –          | –                 |
| 1932           | –                 | –          | –                 |
| 1933           | –                 | –          | 1 786 000         |
| 1934           | 6 964 000         | 2 361 400  | 3 652 000         |
| 1935           | 9 162 000         | 3 003 800  | 3 854 000         |
| 1936           | 12 617 901        | 4 252 400  | 3 884 000         |
| 1937           | 9 527 728         | 1 676 000  | 2 090 000         |
| 1938           | 4 118 152         | 491 600    | –                 |
| 1939           | 6 820 808         | 4 267 800  | 2 552 000         |
| 1940           | 9 167 279         | –          | 4 550 000         |
| 1941           | 24 207 412        | 11 248 400 | 8 098 000         |
| 1942           | 47 839 120        | 10 973 800 | 12 708 000        |
| 1943           | 53 190 000        | 11 346 000 | 13 450 000        |
| 1944           | 28 206 000        | 9 769 000  | 8 904 000         |
| 1945           | 31 502 000        | 9 966 800  | 10 156 000        |
| 1946           | 12 118 000        | 2 151 000  | 3 724 000         |
| 1947           | 4 094 000         | 3 900 600  | –                 |

## Opis monety

### Awers
Awers monety przedstawia kroczącą Miss Liberty w kierunku wschodzącego słońca. Prawe ramię jest wyciągnięte ku wschodowi, a w lewej ręce trzyma gałęzie lauru i dębu. Nad kobietą napis „LIBERTY”, a dewiza w formie „IN GOD WE TRUST” w dolnej prawej części pola monety. Rok wybicia monety umieszczono pod postacią Miss Liberty. 
Do połowy 1917 roku pod dewizą umieszczano znaki mennicy.

### Rewers
W środku pola rewersu Weinman umieścił siedzącego na skale orła, który rozkłada do lotu skrzydła. Obok ptaka ze skały wyrasta kosodrzewina. Nad orłem nazwa państwa w formie „UNITED•STATES•OF•AMERICA•”. Pod skałą rzeźbiarz umieścił nominał monety „HALF•DOLLAR”. Nad gałązką kosodrzewiny motto „E•PLURIBUS UNUM”. W prawej dolnej części pola monety znalazł się monogram projektanta – AW.
Od połowy 1917 roku znaki mennicy umieszczano na rewersie, przy otoku monety, w dolnej lewej części pola.

### Opis fizyczny
Szczegóły opisu fizycznego monety:
- Waga: 12,2 g
- Średnica: 30,6 mm
- Kruszec: Ag 900 (90% srebra, 10% miedzi)
- Krawędź: ząbkowana
- Mennica: Filadelfia, Denver, San Francisco